# Liga Colombiana de Béisbol Profesional 1983-84
La temporada de la Liga Colombiana de Béisbol Profesional 1983-94 fue la 5° edición de la segunda época de este campeonato disputada del 14 de octubre de 1983 al 1 de febrero de 1984. Un total de 4 equipos participaron en la competición. 

## Novedades
El equipo Willlard de Barranquilla se retiró del béisbol profesional reduciendo los participantes a 4 equipos. Además fue la última temporada de Cerveza Águila campeón y de Café Universal ambos equipos de Barranquilla.

## Equipos participantes
| Equipo               | Fundación | Departamento | Ciudad       | Estadio                   | Capacidad |
| Torices de Cartagena | 1948      | Bolívar      | Cartagena    | Estadio Once de Noviembre | 12 000    |
| Indios de Cartagena  | 1948      | Bolívar      | Cartagena    | Estadio Once de Noviembre | 12 000    |
| Café Universal       | 1980      | Atlántico    | Barranquilla | Estadio Tomás Arrieta     | 8 000     |
| Cerveza Águila       | 1950      | Atlántico    | Barranquilla | Estadio Tomás Arrieta     | 8 000     |

## Temporada regular
Cada equipo disputó un total de 60 juegos
| Pos | Equipo                         | JG | JP | JJ | AVG.  | Dif  |
| --- | ------------------------------ | -- | -- | -- | ----- | ---- |
| 1.  | Cerveza Águila de Barranquilla | 39 | 21 | 60 | 0.650 | ---  |
| 2.  | Torices de Cartagena           | 28 | 32 | 60 | 0.467 | 11,0 |
| 3.  | Café Universal de Barranquilla | 27 | 33 | 60 | 0.450 | 12,0 |
| 4.  | Indios de Cartagena            | 26 | 34 | 60 | 0.433 | 13,0 |

|  | Clasificado al play off final |
|  | Clasificados al pre-play off  |
|  | Eliminados.                   |

## Play Off Final
Se disputaron 7 juegos para definir el campeón. Cerveza Águila venció 9-8 a Torices en el séptimo juego
| Pos | Equipo               | JG | JP | JJ | AVG. | Dif |
| --- | -------------------- | -- | -- | -- | ---- | --- |
| 1.  | Cerveza Águila       | 4  | 3  | 7  | .571 | --- |
| 2.  | Torices de Cartagena | 3  | 4  | 7  | .428 | 1   |

|  | Campeón    |
|  | Subcampeón |

| Colombia                             |
| Campeón Cerveza Águila Primer título |

## Los mejores
| Stat                     | Jugador                 | Total |
| ------------------------ | ----------------------- | ----- |
| Porcentaje de bateo (BA) | Juan Pautt (IND)        | .337  |
| Hits (H)                 | Joaquín Gutiérrez (CER) | 73    |
| Carrera impulsada (RBI)  | Ralph Bryant (CER)      | 53    |
| Carrera anotada (R)      | Ralph Bryant (CER)      | 55    |
| Dobles (2B)              | Ron Harrison (CER)      | 18    |
| Triples (3B)             | Ralph Bryant (CER)      | 5     |
| Home run (HR)            | Ralph Bryant (CER)      | 16    |
| Robo de base (SB)        | Mariano Duncan (IND)    | 21    |

| Stat                 | Jugador             | Total          |
| -------------------- | ------------------- | -------------- |
| Juegos ganados (GAN) | Bob Patterson (TOR) | 12W-2L (0.833) |
| Efectividad (ERA)    | Tim Meeks (IND)     | 2.44           |
| Ponches (SO)         | Lester Strode (CER) | 93             |